# Rogoźnica (stacja kolejowa)
Rogoźnica – stacja kolejowa w Rogoźnicy, w województwie dolnośląskim, w Polsce. Znajduje się na linii 137 Katowice – Legnica.
Budynek dworcowy oddano do użytku w 1856. Stacja obsługuje intensywny ruch towarowy związany z obsługą lokalnych kamieniołomów. Wybiegała stąd też bocznica (nieistniejąca) do obozu koncentracyjnego Groß-Rosen.

## Ruch pasażerski
| Rok  | Wymiana pasażerska na dobę |
| ---- | -------------------------- |
| 2017 | 20-49                      |
| 2022 | 20-49                      |